# Inge Andblom
Inge Ragnar Andblom, född 2 november 1935 i Simrishamns församling i Kristianstads län, död 24 oktober 2006 i Råsunda församling i Stockholms län, var en svensk ingenjör och militär.
Andblom började sin bana i flottan med femton månaders värnpliktstjänstgöring som telehantverkare. Efter värnplikten erhöll han fast anställning. Han tjänstgjorde på jagare och torpedbåtar samt på teleskolfartyget Prins Carl. Andblom blev antagen till officersutbildning och tog studentexamen vid Försvarets läroverk i Uppsala 1961 samt därefter civilingenjörsexamen i teleteknik (svagström) vid Kungliga Tekniska Högskolan (KTH) i Stockholm 1966. Han var lärare i elektro- och teleteknik vid Kungliga Sjökrigsskolan 1965–1967.
Under studietiden vid KTH hade marinen beslutat att mariningenjörer endast skulle finnas inom området skeppsbyggnadsteknik, så efter examen vid KTH anställdes han i stället som civil tjänsteman vid Försvarets materielverk. Där kom han att tjänstgöra 1969–1992: som byrådirektör i Vapenavdelningen i Huvudavdelningen för marinmateriel 1969–1975, som chef för Telefonmaterielsektionen i Sambandsbyrån i Vapenavdelningen i Huvudavdelningen för marinmateriel 1975–1984 och som överingenjör och chef för Spaningsbyrån i Undervattensvapenavdelningen i Huvudavdelningen för marinmateriel 1984–1992. År 1974 ändrade marinen sitt beslut beträffande kompetensområden för mariningenjörer och då blev han marindirektör av första graden med örlogskaptens tjänsteklass i Mariningenjörkåren, varpå han 1981 erhöll kommendörkaptens tjänsteklass och 1985 blev kommendör.
Inge Andblom invaldes 1985 som ledamot av Kungliga Örlogsmannasällskapet.
I en nekrolog berättas om Andblom: ”Han tillträdde som byråchef [chef för Spaningsbyrån] tre år efter den sovjetiska ubåtens grundstötning i Gåsefjärden. Det var under en intensiv arbetsperiod för avdelningen, då det gällde både att bygga upp det tekniska kunnandet och att anskaffa bästa möjliga materiel till förbanden inom marinen, som hade att möta de upprepade kränkningarna under vattnet. Inge Andblom gjorde här en omfattande och mycket uppskattad insats vid anskaffandet av sonarmateriel. Under det omfattande forskningsarbetet inom FOI:s ubåtsskyddsprojekt, som genomfördes i samarbete med FMV och marinstaben, spelade han en betydelsefull roll.”
Inge Andblom är begravd på Solna kyrkogård.